# Daimler-Benz
Daimler-Benz AG – byłe niemieckie przedsiębiorstwo zajmujące się produkcją samochodów oraz silników, istniejące w latach 1926–1998.
Pierwsza umowa o wspólnym działaniu pomiędzy Benz & Cie. Carla Benza a Daimler-Motoren-Gesellschaft założoną przez Gottlieba Daimlera i Wilhelma Maybacha podpisana została 1 maja 1924 roku.
Obie spółki kontynuowały produkcję samochodów pod własnymi markami do 28 czerwca 1926, kiedy to Benz & Cie. i Daimler-Motoren-Gesellschaft oficjalnie połączyły się w Daimler-Benz AG, decydując się przy tym na produkcję pojazdów pod wspólną marką Mercedes-Benz.
W czasie trwania II wojny światowej przedsiębiorstwo Daimler-Benz, znane przede wszystkim z samochodów marki Mercedes-Benz, produkowało serie silników do samolotów, czołgów oraz okrętów podwodnych. Posiadało fabrykę w Tomaszowie Mazowieckim, a w 1944 uruchomiło filię tych zakładów w pobliskich tunelach schronowych w Konewce i Jeleniu, gdzie mieściła się kwatera Adolfa Hitlera Anlage Mitte.
W roku 1998 spółka Daimler-Benz AG połączyła się z amerykańskim producentem samochodów Chrysler Corporation, dając początek koncernowi DaimlerChrysler AG.